# Maria Neapolitańska
Maria Neapolitańska, Maria di Calabria (ur. maj 1329 w Neapolu, zm. 20 maja 1366 lub 7 czerwca 1367 w Neapolu) – księżniczka kalabryjska z dynastii Andegawenów, księżna Durazzo w latach 1343–1348 jako żona Karola z Durazzo, cesarzowa Konstantynopola i księżna Tarentu od 1364 jako żona Filipa II, siostra Joanny I.

## Pochodzenie
Była najmłodszym dzieckiem Karola, księcia Kalabrii i jego drugiej żony Marii Walezjuszki. Ze strony ojca była wnuczką króla Neapolu Roberta Mądrego a ze strony matki hrabiego Karola Walezjusza. Miała starszą siostrę Joannę.
Ojciec Marii był jedynym legalnym synem króla Roberta. Jego śmierć w dniu 9 listopada 1328 zasmuciła króla, który obawiał się o sukcesję tronu Neapolu. Robert żywił nadzieję, że jego synowa, która była w tym czasie w ciąży, urodzi syna. Król rozkazał odprawiać msze w całym kraju w intencji narodzenia się wnuka, lecz w połowie maja 1329 wdowa po Karolu urodziła Marię.

## Kwestia dziedziczenia tronu Neapolu
Wobec braku męskich potomków król Robert postanowił, że siostra Marii Joanna odziedziczy po jego śmierci tron Neapolu. W przypadku jej bezpotomnej śmierci korona miała przypaść Marii. W 1333 Joannę zaręczono z Andrzejem, królewiczem węgierskim; Maria miała go poślubić w przypadku śmierci siostry.
16 stycznia 1343 król ogłosił swój testament, w którym wyznaczył Joannę na jedyną dziedziczkę tronu, zmieniając tym samym ustalenia z lat 30., że Joanna będzie współrządzić z Andrzejem. Podtrzymał swoją decyzję, że w przypadku jej bezpotomnej śmierci korona miała przypaść Marii.
Robert Mądry zmarł kilka dni później, a Joanna została królową.

## Pierwsze małżeństwo
Maria jako dziedziczka swojej siostry była pożądaną kandydatkę na żonę. 
Wdowa po księciu Durazzo Agnes de Perigord zainicjowała małżeństwo 14-letniej Marii ze swoim najstarszym synem Karolem. Dzięki bratu, kardynałowi Talleyrand de Périgord, który wręczył papieżowi łapówkę, dyspensa papieska została bardzo szybko wystawiona. W marcu 1343 w tajemnicy przed wdową po królu Robercie Sanchą i przed samą królową Joanną odbyły się zaręczyny Marii i Karola. Gdy sprawa wyszła na jaw Joanna zezłościła się na siostrę, lecz wydała zgodę na to małżeństwo i powtórny, uroczysty ślub miał miejsce 21 kwietnia 1343. Na ślubie nie pojawiła się Katarzyna II, cesarzowa Konstantynopola i wdowa po księciu Tarentu, gdyż obawiała się rosnącej potęgi rodu Durazzów.
Maria została wdową w 1348, gdy Karol został stracony z polecenia króla Węgier Ludwika Wielkiego, brata zamordowanego w 1345 szwagra Marii Andrzeja.

## Drugie małżeństwo
W 1349 planowano ślub Marii ze Stefanem, bratem zamordowanego Andrzeja i Ludwika Wielkiego, lecz do zaręczyn nigdy nie doszło. W tym czasie Maria przebywała w Zamku dell'Ovo pod strażą hrabiego Avellino Rinalda del Bazo. Ten w 1350 zaaranżował jej ślub ze swoim synem Robertem. Maria nie wyraziła zgody na to małżeństwo, ale została do tego zmuszona. Najprawdopodobniej została zgwałcona przez Roberta. Po 3 latach Maria rozkazała zabić swego męża, a jego ciało wrzucić do morza. Zadeklarowała, że chce być wolną kobietą.

## Trzecie małżeństwo
Królowa Joanna nadal nie miała dzieci, więc Maria pozostawała jej dziedziczką. Obawiając się kolejnego zamążpójścia wbrew swojej woli Maria i Joanna wspólnie zdecydowały, że Maria weźmie kolejny ślub. 
Król Węgier Ludwik Wielki chciał, aby Maria go poślubiła, lecz siostry odrzuciły tę propozycję. 
Maria na męża wybrała Filipa II, młodszego brata swego ówczesnego szwagra Ludwika. Maria ze strony swojej matki była jego kuzynką. Dodatkowo Filip był kuzynem jej zmarłego ojca.
Ślub wzięli w listopadzie 1354. Było to dla Filipa pierwsze małżeństwo, dla Marii – trzecie. Filip po śmierci najstarszego brata Roberta w 1364 (Ludwik, mąż królowej Joanny zmarł w 1362) odziedziczył tytuł cesarza Konstantynopola.

## Potomstwo
Z pierwszego małżeństwa Maria miała 5 dzieci: 
- Ludwik (ur. grudzień 1343[13], zm. 14 stycznia 1345[1])
- Joanna (ur. 1344, zm. 1387)[14], po śmierci ojca księżna Durazzo[14],
- Agnieszka (ur. 1345, zm. 1388)[15], cesarzowa Konstantynopola jako żona Jakuba de Baux
- Klemencja (ur. 1346, zm. 1363 lub 1371)[16],
- Małgorzata (ur. 1347, zm. 1412)[17], królowa Neapolu i Węgier jako żona Karola III, swego kuzyna.

Z trzeciego małżeństwa Maria również miała 5 dzieci, ale wszystkie zmarły we wczesnym dzieciństwie.

## Śmierć i dziedzictwo
Maria zmarła 20 maja 1366 lub 7 czerwca 1367 w Neapolu. Wdowiec po niej w 1370 poślubił Elżbietę, córkę niedoszłego narzeczonego Marii Stefana Andegaweńskiego. Zmarł bezpotomnie w 1373.
Najstarsza córka Marii – Joanna – po śmierci ojca została księżną Durazzo, ale utraciła księstwo w 1368. Jej pierwszym mężem był Ludwik, królewicz nawarryjski, a drugim Robert, wnuk Roberta III Artois. Nie miała dzieci. Joanna wraz z drugim mężem została otruta w 1387 z polecenia swojej siostry Małgorzaty.
Druga z córek Marii Agnieszka dzięki swemu drugiemu małżeństwu otrzymała tytuł cesarzowej Konstantynopola, który nosiła jej matka. Owdowiała w 1383 a tytuł cesarza Konstantynopola nie był już przez nikogo używany. Zmarła bezpotomnie w 1388, najprawdopodobniej uwięziona. 
Najmłodsza z córek Małgorzata poślubiła swego kuzyna Karola w 1369. Karol w 1381 strącił z tronu siostrę Marii Joannę I a rok później najprawdopodobniej zlecił jej zabójstwo. Małgorzata owdowiała w lutym 1386, gdy Karol został zamordowany z polecenia królowej-wdowy Elżbiety Bośniaczki w wyniku zemsty za obalenie jej córki Marii, koronowanej w 1382 na króla Węgier. Małgorzata po zabójstwie męża sprawowała regencję w Neapolu w imieniu swego syna Władysława. Władysław miał 3 żony, lecz nie pozostawił następcy. 
Dynastia Andegawenów zakończyła się w 1435 wraz z bezpotomną śmiercią wnuczki Marii Joanny II.